# Thubtän Gjamccho
Thubtän Gjamccho (plným jménem Jetsun Ngawang Lozang Tupden Gyatso Jigrab Wangchug Chogle Nampar Gyelpa Pel Zangpo, tibetsky ཐུབ་བསྟན་རྒྱ་མཚོ; 12. února 1876 Langdun, Dangpo – 17. prosince 1933 Palác Potála, Lhasa) byl 13. tibetský dalajláma.

## Dětství
Narodil se 12. února 1876, roku ohnivé myši, v regionu Dangpo ve vesničce Langdun (blízko klášteru Samjä), jihovýchodně od Lhasy, do rolnické rodiny Kunga Rinchen a Lozang Droma. Na základě předpovědi státního věštce Nechunga a dalších vlídných předzvěstí z jeho rodiště, mnichové dorazili do Langdungu a dle tradic nalezení nadchazejícího dalajlámy před chlapce položili předměty, ze kterých měl vybrat ten, který dříve užíval 12. dalajláma. Učinil správně. Mnich Khenchen Phurchock sdělil rodičům, že by měli na syna dávat pozor, měli by dbát na správnou hygienu, a také že by neměl přijít do styku s nikým jiným mimo okruh rodiny. Khenchen Phurchock zůstal v Langdungu u rodiny po celé čtyři dny, během kterých sbíral detailní informace o chlapcově narození. Poté se vrátil zpět do Lhasy, kde se poradil s ostatními mnichy.
Ve věku jednoho roku byl prohlášen za reinkarnaci 12. dalajlámy Thinlä Gjamccho, který byl již více než rok po smrti. Po převezení do Lhasy, byl v roce 1878 osmým pančhenlámou Tanpai Wangchungem proveden obřadní ceremoniál, při kterém se malému budoucímu dalajlámovi ostříhaly vlasy a přidělilo jméno Jetsun Ngawang Lozang Tupden Gyatso Jigrab Wangchug Chogle Nampar Gyelpa Pel Zangpo. V roce 1879 byl v paláci Potála intronizován, avšak své politické moci nabyl až roku 1895. Později v roce 1879 obdržel tradiční příslib pěti zásad od regenta Tatsak Rinpoche, který ho v roce 1882 formálně vysvětil jako mnicha novice. Poté začala jeho intenzivní výuka buddhistických textů a kaligrafie.

## Politická kariéra
V roce 1895 dosáhl plnoletosti a byl uznán jako politická a duchovní autorita Tibetu. Byl schopným politikem a za jeho vlády došlo k rozsáhlé modernizaci a zlepšení životní úrovně Tibeťanů. V roce 1904 do tibetské Lhasy vpadla britská vojska vedená plukovníkem Francisem Younghusbandem, avšak dalajláma ještě před invazí vojsk uprchl do mongolského města Urgy. Britská vojska opustila Tibet až v roce 1914. Tibet také prošel čínskou invazí v letech 1909–1910, při které dalajláma uprchl do Indie. Po pádu dynastie Čching nastalo v roce 1912 období změn. 13. dalajláma se vrátil do Lhasy se snahou vyhnat čínská vojska a modernizovat Tibet, jelikož mu exil v Indii dodal inspiraci vyspělejší kulturou. V roce 1912 vydala tibetská vláda do oběhu první tibetské bankovky a představila první tibetskou vlajku. O rok později byl založen první poštovní úřad. Tibet byl samostatným státem do roku 1951 do doby, než Tibet obsadila Čínská lidová osvobozenecká armáda. V roce 1925 začaly vycházet první tibetské noviny Kalimpongu, které informovaly o dění za hranicemi a byly 13. dalajlámovi pravidelně zasílány. Ten v dopise vydavatelům poděkoval za možnost získání povědomí a možnosti hlubšího pochopení zemí jako byla Čína, Spojené království, Rusko a jiné. V dalších letech posílil armádní vojska. V roce 1917 ve Lhase založil první lékařský institut Men-Tsee-Khang pro zachování tradičních hodnot v tibetském lékařství a astrologii. Zasloužil se také o větší bezpečí Tibeťanů, díky založení prvního policejního útvaru ve Lhase v roce 1923.
Modernizaci se mu nepodařilo zcela dokončit a v roce 1933 ve věku 57 let zemřel na zápal plic. Jeho tělo je uloženo ve Lhase v Červeném paláci.

## Poslední slova
Charles Alfred Bell (1870–1945) se setkal s 13. dalajlámou v Sikkimu během let 1910–1912, kde se z nich stali dobří přátelé. Bell ve své poslední knize přepsal poslední proslov Dalajlámy. Tento proslov je odpovědí na prosbu vznešenou tibetskými úředníky. Ve své prosbě Tibeťané prosili, aby Dalajláma zůstal v tomto životě co nejdéle a dále zastával svůj úřad. Důvodem této prosby byla předpověď Nechungského orákula, osobního věštce Dalajlámy.